# Élections législatives de 2002 en Charente
Les élections législatives françaises de 2002 se déroulent les 9 et 16 juin 2002. Dans le département de la Charente, quatre députés sont à élire dans le cadre de quatre circonscriptions. 

## Élus
| Circonscription | Député sortant        | Parti | Parti | Député élu ou réélu   | Parti | Parti |
| --------------- | --------------------- | ----- | ----- | --------------------- | ----- | ----- |
| 1re             | Jean-Claude Viollet   |       | PS    | Jean-Claude Viollet   |       | PS    |
| 2e              | Marie-Line Reynaud    |       | PS    | Jacques Bobe          |       | UMP   |
| 3e              | Jérôme Lambert        |       | PS    | Jérôme Lambert        |       | PS    |
| 4e              | Jean-Claude Beauchaud |       | PS    | Jean-Claude Beauchaud |       | PS    |

## Résultats

### Résultats à l'échelle du département
| Parti                                        | Parti                                       | Premier tour | Premier tour | Second tour | Second tour | Sièges |
| Parti                                        | Parti                                       | Voix         | %            | Voix        | %           | Sièges |
| -------------------------------------------- | ------------------------------------------- | ------------ | ------------ | ----------- | ----------- | ------ |
|                                              | Parti socialiste                            | 60 162       | 36,54        | 83 669      | 53,67       | 3      |
|                                              | Parti communiste français                   | 7 321        | 4,45         |             |             | 0      |
|                                              | Les Verts                                   | 5 566        | 3,38         | 0           |             |        |
|                                              | Pôle républicain                            | 209          | 0,13         | 0           |             |        |
|                                              | Gauche parlementaire                        | 73 258       | 44,49        | 83 669      | 53,67       | 3      |
|                                              |                                             |              |              |             |             |        |
|                                              | Union pour un mouvement populaire           | 36 635       | 22,25        | 72 230      | 46,33       | 1      |
|                                              | Union pour la démocratie française          | 13 980       | 8,49         |             |             | 0      |
|                                              | Divers droite                               | 9 531        | 5,79         | 0           |             |        |
|                                              | Mouvement pour la France                    | 3 745        | 2,27         | 0           |             |        |
|                                              | Centre national des indépendants et paysans | 2 415        | 1,47         | 0           |             |        |
|                                              | Majorité présidentielle                     | 66 306       | 40,27        | 72 230      | 46,33       | 1      |
|                                              |                                             |              |              |             |             |        |
|                                              | Front national                              | 13 615       | 8,27         |             |             | 0      |
|                                              | Extrême gauche dont LCR, LO et PT           | 5 531        | 3,36         | 0           |             |        |
|                                              | Chasse, pêche, nature et traditions         | 4 375        | 2,66         | 0           |             |        |
|                                              | Mouvement national républicain              | 1 216        | 0,74         | 0           |             |        |
|                                              | Génération écologie                         | 191          | 0,12         | 0           |             |        |
|                                              | Régionaliste                                | 172          | 0,10         | 0           |             |        |
|                                              |                                             |              |              |             |             |        |
| Inscrits                                     | Inscrits                                    | 255 523      | 100,00       | 255 496     | 100,00      | 4      |
| Abstentions                                  | Abstentions                                 | 86 816       | 33,98        | 93 573      | 36,62       |        |
| Votants                                      | Votants                                     | 168 707      | 66,02        | 161 923     | 63,38       |        |
| Blancs et nuls                               | Blancs et nuls                              | 4 043        | 2,4          | 6 024       | 3,72        |        |
| Exprimés                                     | Exprimés                                    | 164 664      | 97,6         | 155 899     | 96,28       |        |
| Source : Ministère de l'Intérieur - Charente |                                             |              |              |             |             |        |

### Résultats par circonscription

#### Première circonscription (Angoulême)
| Candidat       | Candidat                          | Parti          | Premier tour | Premier tour | Second tour | Second tour |  |
| Candidat       | Candidat                          | Parti          | Voix         | %            | Voix        | %           |  |
| -------------- | --------------------------------- | -------------- | ------------ | ------------ | ----------- | ----------- |  |
|                | Jean-Claude Viollet sortant réélu | PS             | 14 207       | 35,92        | 19 246      | 51,05       |  |
|                | Jean-Michel Bolvin                | UMP            | 11 427       | 28,89        | 18 454      | 48,95       |  |
|                | Alain Leroy                       | FN             | 3 635        | 9,19         |             |             |  |
|                | Jean-Yves de Prat                 | MPF            | 3 505        | 8,86         |             |             |  |
|                | Jean Revéreault                   | Les Verts      | 2 019        | 5,1          |             |             |  |
|                | Maryse Dumeix                     | PCF            | 1 064        | 2,69         |             |             |  |
|                | Michel Bourgogne                  | CPNT           | 1 051        | 2,66         |             |             |  |
|                | Véronique Bamas                   | LCR            | 789          | 1,99         |             |             |  |
|                | Joël Bouchaud                     | CNIP           | 764          | 1,93         |             |             |  |
|                | Jean-Pierre Courtois              | LO             | 628          | 1,59         |             |             |  |
|                | Jean-Francois Siri                | MNR            | 273          | 0,69         |             |             |  |
|                | Martine Hernandez                 | GÉ             | 191          | 0,48         |             |             |  |
|                |                                   |                |              |              |             |             |  |
| Inscrits       | Inscrits                          | Inscrits       | 62 611       | 100,00       | 62 611      | 100,00      |  |
| Abstentions    | Abstentions                       | Abstentions    | 22 139       | 35,36        | 23 591      | 37,68       |  |
| Votants        | Votants                           | Votants        | 40 472       | 64,64        | 39 020      | 62,32       |  |
| Blancs et nuls | Blancs et nuls                    | Blancs et nuls | 919          | 2,27         | 1 320       | 3,38        |  |
| Exprimés       | Exprimés                          | Exprimés       | 39 553       | 97,73        | 37 700      | 96,62       |  |

#### Deuxième  circonscription (Cognac)
| Candidat       | Candidat                    | Parti            | Premier tour | Premier tour | Second tour | Second tour |  |
| Candidat       | Candidat                    | Parti            | Voix         | %            | Voix        | %           |  |
| -------------- | --------------------------- | ---------------- | ------------ | ------------ | ----------- | ----------- |  |
|                | Marie-Line Reynaud sortante | PS               | 12 689       | 32,78        | 18 187      | 49,47       |  |
|                | Jacques Bobe élu            | UMP              | 8 753        | 22,61        | 18 579      | 50,53       |  |
|                | Jérôme Mouhot               | Divers droite    | 8 199        | 21,18        | Retrait     | Retrait     |  |
|                | Xavier-Jean Dupuis          | FN               | 3 027        | 7,82         |             |             |  |
|                | Guillaume Boisumeau         | CPNT             | 1 941        | 5,01         |             |             |  |
|                | Sophie Adam-Bouvyer         | Les Verts        | 971          | 2,51         |             |             |  |
|                | Simone Fayaud               | PCF              | 958          | 2,47         |             |             |  |
|                | Nathalie Nouts              | LCR              | 530          | 1,37         |             |             |  |
|                | Danielle Dessouchet         | LO               | 514          | 1,33         |             |             |  |
|                | Aurore Chailloux            | CNIP             | 408          | 1,05         |             |             |  |
|                | Patrick Loiseau             | PT               | 286          | 0,74         |             |             |  |
|                | Mireille Roux               | MNR              | 230          | 0,59         |             |             |  |
|                | Anne Cublier                | Pôle républicain | 209          | 0,54         |             |             |  |
|                |                             |                  |              |              |             |             |  |
| Inscrits       | Inscrits                    | Inscrits         | 60 816       | 100,00       | 60 799      | 100,00      |  |
| Abstentions    | Abstentions                 | Abstentions      | 21 319       | 35,05        | 22 754      | 37,42       |  |
| Votants        | Votants                     | Votants          | 39 497       | 64,95        | 38 045      | 62,58       |  |
| Blancs et nuls | Blancs et nuls              | Blancs et nuls   | 782          | 1,98         | 1 279       | 3,36        |  |
| Exprimés       | Exprimés                    | Exprimés         | 38 715       | 98,02        | 36 766      | 96,64       |  |

#### Troisième circonscription (Confolens)
| Candidat       | Candidat                     | Parti          | Premier tour | Premier tour | Second tour | Second tour |  |
| Candidat       | Candidat                     | Parti          | Voix         | %            | Voix        | %           |  |
| -------------- | ---------------------------- | -------------- | ------------ | ------------ | ----------- | ----------- |  |
|                | Jérôme Lambert sortant réélu | PS             | 16 995       | 36,77        | 24 637      | 54,96       |  |
|                | Marie-France Michaud         | UMP            | 9 882        | 21,38        | 20 191      | 45,04       |  |
|                | Jean-Pierre Régeon           | UDF            | 7 435        | 16,09        |             |             |  |
|                | Sylvie Huguet                | FN             | 3 609        | 7,81         |             |             |  |
|                | Martial Daganaud             | PCF            | 2 215        | 4,79         |             |             |  |
|                | Claudette Mallet             | CPNT           | 1 383        | 2,99         |             |             |  |
|                | Francis Rougier              | Divers droite  | 1 332        | 2,88         |             |             |  |
|                | Isabelle Nicolas             | Les Verts      | 1 080        | 2,34         |             |             |  |
|                | Jean-Claude Doucet           | LCR            | 795          | 1,72         |             |             |  |
|                | Philippe Chapelier           | LO             | 563          | 1,22         |             |             |  |
|                | Claire Tournier              | MNR            | 328          | 0,71         |             |             |  |
|                | Mathilde Chalmeau            | MPF            | 240          | 0,52         |             |             |  |
|                | Ludwika Urbanski             | CNIP           | 187          | 0,40         |             |             |  |
|                | Jean Urroz                   | Régionaliste   | 172          | 0,37         |             |             |  |
|                |                              |                |              |              |             |             |  |
| Inscrits       | Inscrits                     | Inscrits       | 69 349       | 100,00       | 69 338      | 100,00      |  |
| Abstentions    | Abstentions                  | Abstentions    | 21 732       | 31,34        | 22 578      | 32,56       |  |
| Votants        | Votants                      | Votants        | 47 617       | 68,66        | 46 760      | 67,44       |  |
| Blancs et nuls | Blancs et nuls               | Blancs et nuls | 1 401        | 2,94         | 1 932       | 4,13        |  |
| Exprimés       | Exprimés                     | Exprimés       | 46 216       | 97,06        | 44 828      | 95,87       |  |

#### Quatrième circonscription (Angoulême-Nord)
| Candidat       | Candidat                            | Parti          | Premier tour | Premier tour | Second tour | Second tour |  |
| Candidat       | Candidat                            | Parti          | Voix         | %            | Voix        | %           |  |
| -------------- | ----------------------------------- | -------------- | ------------ | ------------ | ----------- | ----------- |  |
|                | Jean-Claude Beauchaud sortant réélu | PS             | 16 271       | 40,5         | 21 599      | 59,01       |  |
|                | Brigitte Miet                       | UMP            | 6 573        | 16,36        | 15 006      | 40,99       |  |
|                | Michel Bouron                       | UDF            | 6 545        | 16,29        |             |             |  |
|                | Geneviève Deprecq                   | FN             | 3 344        | 8,32         |             |             |  |
|                | Jacques Persyn                      | PCF            | 3 084        | 7,68         |             |             |  |
|                | Joëlle Rassat                       | Les Verts      | 1 496        | 3,72         |             |             |  |
|                | Alain Chailloux                     | CNIP           | 1 056        | 2,63         |             |             |  |
|                | Michel Debœuf                       | LCR            | 881          | 2,19         |             |             |  |
|                | Anne Mainguy                        | LO             | 545          | 1,36         |             |             |  |
|                | Lyne Jeantieu                       | MNR            | 385          | 0,96         |             |             |  |
|                |                                     |                |              |              |             |             |  |
| Inscrits       | Inscrits                            | Inscrits       | 62 747       | 100,00       | 62 748      | 100,00      |  |
| Abstentions    | Abstentions                         | Abstentions    | 21 626       | 34,47        | 24 650      | 39,28       |  |
| Votants        | Votants                             | Votants        | 41 121       | 65,53        | 38 098      | 60,72       |  |
| Blancs et nuls | Blancs et nuls                      | Blancs et nuls | 941          | 2,29         | 1 493       | 3,92        |  |
| Exprimés       | Exprimés                            | Exprimés       | 40 180       | 97,71        | 36 605      | 96,08       |  |